# Thomas Henry (Apotheker)
Thomas Henry (* 26. Oktober 1734 in Wrexham; † 18. Juni 1816 in Manchester) war ein englischer Apotheker und Chemiker. Neben seiner medizinischen Tätigkeit verbesserte er unter anderem die Herstellmethode eines Abführmittels, produzierte Sodawasser und beschäftigte sich mit der Chlorbleiche in der Textilindustrie. Henry ist der Vater von William Henry, der das Henry-Gesetz über die Löslichkeit von Gasen in Flüssigkeiten formulierte.

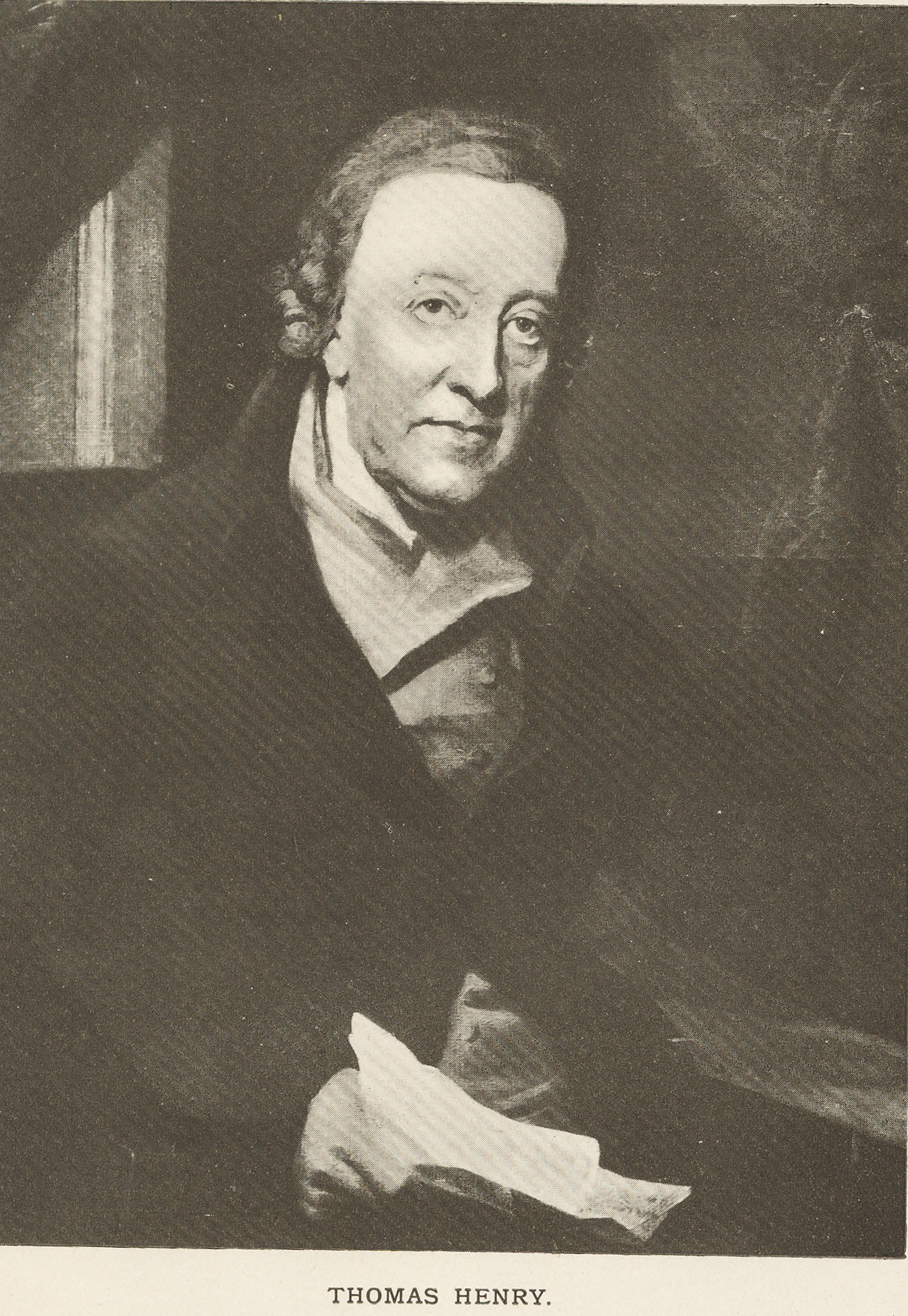
Thomas Henry

## Leben
Thomas Henry entstammte seinem jüngsten Sohn William zufolge einer „angesehenen Familie“, die seit Generationen in der Grafschaft Antrim (Nordirland) ansässig war. Sein Vater zog nach Wales, heiratete eine Pfarrerstochter und leitete ein Mädcheninternat in Wrexham, später in Manchester. Thomas Henry besuchte zunächst die grammar school (Lateinschule) in Wrexham. Da sich seine Eltern eine kostspielige Ausbildung in Oxford nicht leisten konnten, ging Henry bei einem Apotheker in Wrexham in die Lehre und entdeckte dort sein Interesse für die Chemie. Danach wurde er Assistent von Mr. Malbon, dem Hauptapotheker (main apothecary) von Oxford. Hier kam er mit weiteren Gelehrten in Kontakt und besuchte unter anderem Anatomievorlesungen von John Hunter. 1759 zog er für fünf Jahre nach Knutsford und heiratete dort 1760 seine Frau Mary Kinsey.
1764 wurde Henry schließlich Apotheker in Manchester, wo er fortan für fast fünf Jahrzehnte praktizieren sollte. In zeitgenössischen Adressverzeichnissen wird er als apothecary und surgeon apothecary geführt. Surgeons waren einfache Ärzte, die sich wie die apothecaries (veraltet für Apotheker, Drogist) nur durch eine Lehre qualifizierten und damals das Rückgrat der medizinischen Versorgung in England bildeten. Studierte Mediziner, die sich physicians nennen durften, gab es außerhalb Londons nur wenige.
1775 wurde Henry von Benjamin Franklin, John Pringle und Joseph Priestley die Mitgliedschaft in der Royal Society (Königliche Gesellschaft, der britischen Entsprechung einer Akademie der Wissenschaften) angetragen, so dass er fortan den Namenszusatz F.R.S. (Fellow of the Royal Society) führen durfte. Es eröffnete sich die Möglichkeit zu wissenschaftlichem Austausch mit den renommiertesten Naturwissenschaftlern seiner Zeit. In Manchester wurde Henry 1779 zu einem der visiting apothecaries des örtlichen Krankenhauses (Manchester infirmary), dem er bis zu seinem Tod eng verbunden blieb. 1781 gründete Henry mit weiteren Apothekern, Ärzten und Chirurgen die Manchester Literary and Philosophical Society, neben der Royal Society eine der ältesten naturwissenschaftlichen Gelehrtenvereinigungen Großbritanniens, und wurde einer ihrer Sekretäre. 1807 wurde er ihr Präsident, ein Amt, das er bis zu seinem Tod 1816 innehatte. Sein Nachfolger war der berühmte Naturforscher John Dalton.
Thomas Henry hatte eine Tochter (deren Taufe im anglikanischen Kirchenbuch von Knutsford des Jahres 1763 verzeichnet ist) und drei Söhne: sein ältester Sohn Thomas wurde sowohl in der Baumwollindustrie als auch bei einem Arzt ausgebildet, wanderte 1794 gemeinsam mit dem späteren US-Politiker Thomas Cooper und Joseph Priestley in die Vereinigten Staaten aus, kehrte jedoch 1836 wieder zurück und verstarb wenig später. Auch der zweite Sohn, Peter, interessierte sich für die industrielle Anwendung chemischer Kenntnisse, hat Manchester aber offenbar schon 1792 verlassen. Jüngster Sohn war der spätere Arzt und Chemiker William Henry (1774–1836), nach dem das Henry-Gesetz und die Henry-Konstante benannt sind. Dessen Sohn und Thomas Henrys Enkel William Henry (1804–1892) wurde ebenfalls Chemiker und zählte zu den Freunden John Daltons.
Obwohl seine Tochter noch in einer anglikanischen Kirche getauft wurde, schien Thomas Henry später den Nonkonformisten anzugehören und war einer der Trustees (Kuratoren) der unitarischen Cross Street-Gemeinde, deren Mitglieder damals eine bedeutende Rolle im wirtschaftlichen, politischen und gesellschaftlichen Leben von Manchester spielten.

## Forschung

### Einordnung und Bedeutung
Zu Thomas Henrys Lebzeiten vollzogen sich auf dem Gebiet der Naturwissenschaften wichtige Umbrüche, so die endgültige Widerlegung der Phlogistontheorie durch Antoine Laurent de Lavoisier im Jahr 1785. Gleichzeitig wurden chemische Prozesse zunehmend für die im Zuge der industriellen Revolution entstehende Textilindustrie wichtig. Als Fellow der Royal Society stand Henry in engem Kontakt mit Wissenschaftlern und Erfindern seiner Zeit, darunter James Watt, mit der er einen langjährigen Briefwechsel pflegte, oder Lavoisier, dessen Aufsätze er 1775 ins Englische übersetzte. Henry, der Autodidakt war und angeblich nie über ein großes Labor verfügte, bemühte sich vor allem um die angewandte Chemie. Er entwickelte neue oder verbesserte Herstellungsverfahren für verschiedene Stoffe und sorgte für die Verbreitung und Anwendung neuer wissenschaftlicher Erkenntnisse, zum Beispiel in der Textilindustrie. Zugleich legte er die Grundlagen für spätere Forschung, wie die Arbeiten seines jüngsten Sohnes William über die Absorption von Gasen in Wasser.

### Henry’s Calcined Magnesia
In Manchester begann Thomas Henry, chemische Experimente durchzuführen und konnte dem Royal College of Physicians in London 1771 eine verbesserte Methode zur Herstellung von magnesia alba (Magnesiumoxid) und Magnesiumcarbonat einschließlich ihrer medizinischen Anwendungsgebiete vorstellen. Die Stoffe waren von Joseph Black beschrieben und erforscht worden, lagen aber bis dahin nur in mangelnder Qualität vor und waren daher medizinisch nur eingeschränkt verwendbar. Das Royal College veröffentlichte Henrys Erkenntnisse im folgenden Jahr in ihren Medical Transactions. 1773 erschien sein Artikel, zusammen mit weiteren Aufsätzen, erneut in dem Band Experiments and Observations und wurde in einem Gelehrtenstreit kontrovers diskutiert. Letztlich konnte sie sich durchsetzen, und Henry’s Methode fand Eingang in zahlreiche chemische Standardwerke. Henry’s calcined Magnesia (Henrys kalziniertes Magnesia) wurde als Antazidum und Abführmittel auch kommerziell erfolgreich. Spätestens 1804 wurde das Präparat in die Vereinigten Staaten exportiert; eine Produktion in Manchester ist noch mindestens bis in die 1880er Jahre belegt. Das Präparat wird in zahlreichen pharmazeutischen Publikationen erwähnt, z. B. 1901 in Dental Medicine. Die außerordentliche Qualität von Henry’s calcined Magnesia aufgrund des besonderen Herstellungsverfahrens wurde sogar gerichtlich festgestellt: Im Jahr 1886, also lange nach dem Tod des Firmengründers und seines Sohnes William, urteilte der United States Supreme Court, dass Henry’s calcined Magnesia, im Gegensatz zu gewöhnlichem, üblicherweise lose geliefertem kalziniertem Magnesium, als Medikament einzustufen sei und damit einem Einfuhrzoll von 50 % unterliege. Das Urteil war freilich nicht im Sinne des Importeurs J. & S. Ferguson, hatte dieser doch argumentiert, dass das Präparat lediglich mit dem viel niedrigeren Tarif für den chemischen Rohstoff (12 Cent pro Pfund) zu verzollen sei. Das Urteil erwähnt nebenbei auch die damaligen Großhandelspreise für das Dutzend 1-Ounce-Fläschchen Henry’s calcined Magnesia: 27 Schillinge in England und 8,50 $ in den USA, mehr als doppelt so viel wie das beste lokal hergestellte Konkurrenzprodukt.

### Mineral- und Sodawasser
Des Weiteren arbeitete Henry daran, Lebensmittel und vor allem Trinkwasser zu konservieren, einem Problem von seinerzeit großer Bedeutung. Er experimentierte dabei mit kalziniertem Magnesium, Kalk und so genannter still air („stiller Luft“) bzw. fixed air, d. h. dem aus der Reaktion dieser Stoffe mit Säure entstandenen Kohlenstoffdioxid. Mit den Bestandteilen von Mineralwasser, der Kohlensäure sowie der Herstellung von künstlichen aerated waters hatten sich in den 1760er Jahren schon andere Wissenschaftler beschäftigt, darunter William Brownrigg, Henry Cavendish, Joseph Priestley und der Schwede Tobern Olof Bergmann. Priestley hatte 1772 – ein Jahr vor Henry – eine Methode beschrieben, um Wasser künstlich mit Kohlensäure zu versetzen, für die er später mit der Copley Medal ausgezeichnet wurde. Henrys Biograph A. E. Musson hält es jedoch für wahrscheinlich, dass Henry und Priestley gleichzeitig und unabhängig voneinander zu ähnlichen Ergebnissen gekommen waren. Allerdings ließ sich Priestleys Methode noch nicht in großem Stil anwenden.
Die Konservierung von Trinkwasser war aber vor allem für die Kriegsmarine von großem Interesse, musste sie doch sicherstellen, dass die Matrosen auch auf langen Seereisen ausreichend mit Frischwasser versorgt werden konnten. Versuche, das Wasser mit Kalk zu konservieren, und dieses Kalkwasser sodann mit Magnesia wieder genießbar zu machen, erwiesen sich als nicht praktikabel. 1781 schlug Henry den Lords Commissioners (der Admiralität) in seinem Pamphlet Account of a Method of Preserving Water, at Sea, from Putrefaction by means of quicklime eine neue Methode vor, „Wasser auf See vor der Fäulnis zu schützen“. Dabei sollte fixed air (Kohlendioxid, gewonnen aus der Reaktion von Schwefelsäure mit Kalkstein oder Kreide, d. h. Calciumcarbonat) durch das Kalkwasser geleitet, der Kalk als Carbonat ausgefällt und damit der ursprüngliche Geschmack des Wassers wiederhergestellt werden. Zugleich empfahl er die Herstellung künstlichen Mineralwassers im großen Stil „for the use of the sick, on Board ships, and in hospitals“ (zur Verwendung für Kranke, an Bord von Schiffen und in Krankenhäusern). Die bisher bekannten Apparate von John Merwyn Nooth (1775), Parker (beschrieben von Priestley, 1777) und Magellan (1777) eigneten sich nämlich nur für haushaltsübliche Mengen, was Henry durch ein neues Gerät zu verbessern suchte. Zur Einleitung der Kohlensäure wurde zunächst eine Schweineblase, und wenig später – dem Vorschlag von Dr. Haygarth aus Chester folgend – ein Blasebalg verwendet. Henry veröffentlichte darüber hinaus Rezepte für Pyrmont and Seltzer waters, also Imitate natürlicher Heilwässer, sowie für Mr Bewleys mephitic julep, das gegen Magenbeschwerden helfen sollte. William Bewley, ein Apotheker aus Great Massingham (Norfolk) und Freund von John Priestley, hatte seinerseits mit Magnesia, Kalk und mephitic air (Kohlensäure) experimentiert. Als einer der ersten hatte er kleine Mengen Natriumcarbonat zum Wasser hinzugefügt und damit Sodawasser („mephitic julep“) erzeugt.
Henry begann nun selbst mit der kommerziellen Herstellung von Mineral- und Sodawassern – wann genau, ist nicht belegt, vermutlich jedoch bereits in den 1770er Jahren. Aus den 1780er Jahren sind mehrere Werbeanzeigen überliefert, allerdings noch überwiegend für medizinische Zwecke. Damit ist Henry einer der ersten Hersteller von Mineral- und Sodawassern – neben dem Deutschen Jacob Schweppe, der sein Verfahren 1783 patentieren ließ und sein Sodawasser seit 1792 auch in London vermarktete. 1797 stieg Henrys jüngster Sohn William in das Geschäft ein. Eine Gedenkplakette für William Henry am St. Anne’s Square in Manchester erwähnt für das Jahr 1802 eine erste Fabrikation von Mineralwasser in der „Cupid’s Alley (Atkinson Street)“, später kam eine weitere Fabrik in Birmingham hinzu, eine weitere Expansion war geplant. Letztlich überließ William Henry aber das Mineralwassergeschäft seinem Partner Samuel Thompstone und konzentrierte sich wieder auf Herstellung und Verkauf von Magnesia.

### Brauereiwesen und Lebensmitteltechnik
Auch auf dem Gebiet der Lebensmitteltechnik legte Henry einige Grundlagen für die industrielle Produktion. So fand er heraus, dass sich die Stammwürze (engl. wort) beim Bierbrauen auch ohne Zusatz von Hefe vergären ließ, wenn man sie mit Kohlensäure versetzte. Dadurch konnte der Gärprozess beschleunigt werden, und das Bier wurde schmackhafter. Weitere Experimente mit Essig und Essigsäure führten zur Herstellung von aromatisierten, wohlriechenden Essigessenzen, die Henry über die Parfümerie Bayley’s sogar in London vertrieb.

### Textilindustrie
Thomas Henry befasste sich schließlich eingehend mit Anwendungsmöglichkeiten der Chemie bei der Baumwollverarbeitung in der Textilindustrie, beispielsweise beim Bleichen, Färben und dem Kattundruck. So gelang es ihm, Berthollets Verfahren der Chlorbleiche zu verbessern, und er förderte die Anwendung der neuen Erkenntnisse in den Betrieben der Grafschaft Lancashire. Der Versuch, Ende der 1780er Jahre selbst in der Branche Fuß zu fassen, scheiterte allerdings – offenbar nicht zuletzt aufgrund der Doppelzüngigkeit seines Geschäftspartners John Wilson. Nach einer langen und schweren Krankheit widmete sich Henry, der mittlerweile (1789) zum visiting apothecary des Krankenhauses von Manchester bestellt worden war, wieder verstärkt seiner medizinischen Tätigkeit.

## Softdrink-Marke
Das Berliner Unternehmen Thomas Henry GmbH & Co. KG brachte Ende 2010 eine Softdrink-Marke heraus, die nach Thomas Henry benannt ist. Das Unternehmen vertreibt unter anderem Sodawasser, Tonic Water, Bitter Lemon, Ginger Ale und Ginger Beer (Spicy Ginger). Die Darstellung auf der Firmenwebsite, nach der Thomas Henry 1773 der Erfinder des Sodawassers sei, ist nicht zutreffend (siehe oben). Das Markenlogo ist ein stilisiertes Porträt und erinnert an ein Gemälde, auf dem allerdings nicht Thomas Henry, sondern sein Sohn William zu sehen ist.

## Veröffentlichungen
- An Account of the Medicinal Virtues of Magnesia Alba, More Particularly of Calcined Magnesia. Printed for J. Johnson, London 1775 (Digitalisat). Nachdruck mit Errata und Werbeblatt: Gale Ecco, Print Editions, 2010, ISBN 978-1-170-68371-2.
- An account of a method of preserving water, at sea, from putrefaction, and of restoring to the water its original pleasantness and purity, by a cheap and easy process. W. Eyres for J. Johnson, London, 1781 (archive.org). Nachdruck Gale Ecco, 2010, ISBN 978-1-170-54128-9.
- On the preservation of sea water from putrefaction by means of quicklime by Thomas Henry FRS, Memoirs of the Literary and Philosophical Soc. of Manchester, Vol. 1, Manchester 1885, S. 41ff.
- Experiments and Observations on Ferments and Fermentation, Addressed to the Literary and Philosophical Society of Manchester. W. Eyres, Warrington, 1785 (eingeschränkte Vorschau in der Google-Buchsuche). Nachdruck: Gale Ecco, Print Editions, 2010, ISBN 1-170-09087-7.